# Nisís Ayía Marianí
Nisís Ayía Marianí är en ö i Grekland. Den ligger i den södra delen av landet, 220 km sydväst om huvudstaden Aten. Arean är 0,55 kvadratkilometer.
Terrängen på Nisís Ayía Marianí är platt. Öns högsta punkt är 28 meter över havet. Den sträcker sig 1,3 kilometer i nord-sydlig riktning, och 0,7 kilometer i öst-västlig riktning.